# 达巴尼语
达巴尼语是加纳通行的一种古爾語。在加納北部有較多人使用。該語言也是達邦王國中小學的必修課。該語言的母语人數估计约为3,160,000人。